# خرم‌آباد سفلی (صالح‌آباد)
خرم‌آباد سفلی (تربت جام)، روستایی از توابع بخش صالح‌آباد شهرستان تربت جام در استان خراسان رضوی ایران است.

## جمعیت
این روستا در دهستان جنت‌آباد قرار دارد و براساس سرشماری مرکز آمار ایران در سال ۱۳۸۵، جمعیت آن ۸۱ نفر (۱۷خانوار) بوده‌است.